# میلدرد پیرس (مینی‌سریال)
میلدرد پیرس یک مجموعهٔ تلویزیونی کوتاه ۵ قسمتی است که اولین بار در تاریخ ۲۷ اگوست ۲۰۱۱ در شبکه اچ‌بی‌او پخش شد. این سریال اقتباسی از رمانی به همین اسم نوشته جیمز ام. کین است که توسط تاد هینز کارگردانی شد. در این فیلم کیت وینسلت نقش اصلی را در کنار بازیگرانی همچون گای پیرس، ایوان ریچل وود و ملیسا لئو به عهده دارد. کارتر بورول نویسنده موسیقی متن این مینی سریال است. این مینی سریال اقتباس دوم از این رمان پس از تولید فیلمی به همین نام در سال ۱۹۴۵ است. این فیلم توسط برادران وارنر ساخته شده و جوآن کراوفورد در آن به ایفای نقش می‌پردازد.

## خلاصه
این مینی سریال داستان مادری محافظه کار و فداکار را در دوران رکود بزرگ اقتصای روایت می‌کند، مادری که از شوهر خود جدا شده و برای افتتاح رستوران خودش تلاش می‌کند و در این بین عاشق مردی دیگر می‌شود. در حالی که همه این کارها را فقط برای کسب عشق و احترام از سوی دختر از خودراضی اش انجام می‌دهد.

## بازیگران
- کیت وینسلت در نقش میلدرد پیرس
- گای پیرس در نقش مونتی برگان
- ایوان ریچل وود در نقش ویدا پیرس
- ملیسا لئو در نقش لوسی گسلر
- جیمز لیگراس در نقش والی بورگان
- برایان اف. اوبرن در نقش برت پیرس
- ماری وینینگهام در نقش ایدا کوروین
- هوپ دیویس در نقش خانم فورستر

## محل‌های فیلمبرداری
همهٔ قسمت‌های فیلم در سه محله در نیویورک به نام‌های پیکس کیل، پوینت لوک اوت و مریک فیلمبرداری شد.

## جوایز
این فیلم برای کیت وینسلت جایزه بهترین بازیگر نقش اول زن در مینی‌سریال گلدن گلوب را به ارمغان آورد. همچنین گای پیرس و ایوان ریچل وود به ترتیب نامزد جوایز بهترین بازیگر نقش مکمل مرد در مینی سریال و بهترین بازیگر نقش مکمل زن در مینی سریال گلدن گلوب شدند.